# Cromwell (película)
La película Cromwell de  1970, está basada en la vida y hechos de Oliver Cromwell que lideró las fuerzas del Parlamento de Inglaterra durante la Guerra Civil Inglesa y, más tarde con el título de Lord Protector, dirigió el protectorado de Gran Bretaña e Irlanda a mediados del siglo XVII. Se destaca en el largometraje un castin lleno de estrellas cinematográficas, con Richard Harris como Cromwell y Alec Guinness como el Rey Carlos I de Inglaterra.

## Trama
Oliver Cromwell es un acaudalado terrateniente y un antiguo político. Repugnado por las políticas del Rey Carlos I, planea irse con su familia al Nuevo Mundo, pero justo antes de su salida, las peleas políticas y de religión desembocan en la Guerra Civil Inglesa. El Rey Carlos necesita dinero para poder combatir a los escoceses e irlandeses en las guerras para el control de las islas británicas. El parlamento de Inglaterra no apoyará nuevos impuestos para sufragar estas guerras a menos que el rey acuerde convertir el régimen inglés en una monarquía constitucional. Convencido del derecho divino de los reyes, Carlos lo rechaza. Cuando intenta arrestar a cinco miembros del parlamento (entre los cuales no estaba Cromwell, como señala equivocadamente el film), estalla la guerra en Inglaterra, parlamentaristas contra realistas, ambos lados convencidos de tener a Dios de su parte.
Cuando las fuerzas parlamentarias, en las cuales Cromwell es oficial, se demuestran inefectivas, este reorganiza el ejército y pronto la lucha se inclina a su favor. El rey Carlos entonces llega incluso a pedir ayuda de las naciones Católicas las cuales desconfían porque los seguidores del Rey son protestantes en su mayoría. Carlos I es finalmente derrotado; hombre valiente a su manera, sigue rechazando las exigencias de Cromwell y sus socios por un sistema de gobierno en el cual el parlamento tiene mucho más que decir en la política del país que el monarca. Es imposible hacer cambiar a Carlos en su posición, por lo que Cromwell y sus aliados lo juzgan por traidor. Es encontrado culpable y sentenciado a muerte. Carlos se enfrenta valientemente a su ejecución e incluso sus más fervientes críticos están movidas por su dignidad.
Ni siquiera Cromwell celebra la muerte del depuesto Rey. Sin embargo, el parlamento es tan incapaz como el Rey de dirigir completamente el rumbo del país, por lo que se fuerza a Cromwell a realizar un golpe de Estado. Cromwell obtiene un gran apoyo al golpe y diseña con éxito un gobierno estable para el país. Poco tiempo después de la muerte de Cromwell, Carlos II, el hijo del Rey Carlos el ajusticiado, se restablece en el trono de Inglaterra: "Que nunca sería como la de antes".

## Reparto
- Richard Harris como Oliver Cromwell

- Alec Guinness como Rey Carlos I.
- Robert Morley como Conde de Mánchester.
- Dorothy Tutin como Reina Enriqueta María de Francia.
- Frank Finlay como John Carter.
- Timothy Dalton como Ruperto del Rin.
- Patrick Wymark como Conde de Strafford.
- Patrick Magee como Hugh Peters.
- Nigel Stock como Sir Edward Hyde.
- Charles Gray como Conde de Essex.
- Michael Jayston como Henry Ireton.
- Geoffrey Keen como John Pym.
- Anthony May como Richard Cromwell.
- Stratford Johns como Presidente Bradshaw.

## Premios
- 1971: Oscar al mejor diseño de vestuario (Vittorio Nino Novarese)